# Inna (powieść Maxa Czornyja)
Inna – thriller psychologiczny autorstwa Maxa Czornyja, wydany w 2019 roku przez Wydawnictwo Filia. 

## Treść
Akcja powieści rozgrywa się latem w osiedlu Baltic Resort w Kołobrzegu. W powieści występuje dwoje narratorów – Mikołaj Popławski i Gabriela Kraus, których narracje przeplatają się w formie krótkich rozdziałów.
Mikołaj Popławski w piwnicy swojej luksusowej rezydencji nad Bałtykiem odkrywa uwięzioną nagą młodą kobietę. Nie wie, skąd się tam wzięła, nie pamięta też nic ze swojej przeszłości poza własnym imieniem i nazwiskiem oraz imieniem dziewczyny – Izabel. Nie wie, czy ją porwał, nie decyduje się jej uwolnić. Wszystkie przeżycia w rezydencji kompulsywnie zapisuje w swoim telefonie, zapiski te stanowią treść rozdziałów, których jest narratorem.
Gabriela Kraus jest zamożną business woman mieszkającą w pobliżu rezydencji Popławskiego. Pewnego dnia stwierdza zaginięcie swojej dorosłej córki Izy. Powiadamia miejscową policję, poszukuje jej też sama. 